# Distant Colours
"Distant Colours" é uma canção da banda britânica de rock Manic Street Preachers, lançada em fevereiro de 2018 como o segundo single do álbum Resistance Is Futile (2018). Escrita e arranjada pelo vocalista James Dean Bradfield com as colaborações de arranjo de Nicky Wire e do baterista Sean Moore, foi lançada juntamente com um videoclipe na VEVO, dirigido por Kieran Evans.
A letra da música foi definida por Bradfield como uma declaração de descrença na política mundial. "Foi apenas uma música que se juntou em um amálgama de confusão e desânimo das eleições gerais e nas eleições presidenciais americanas. [...] a esquerda foi fraturada, a centro-esquerda foi fraturada e o centro foi desocupado".

## Faixa
| Download digital |                   |                                               |         |  |
| N.º              | Título            | Compositor(es)                                | Duração |  |
| 1.               | "Distant Colours" | James Dean Bradfield, Nicky Wire e Sean Moore | 3:30    |  |

## Ficha técnica
- James Dean Bradfield - vocais, guitarras
- Sean Moore - bateria, percussão
- Nicky Wire - baixo